# مكتبة هور العنز العامة
مكتبة هور العنز العامة، هي أحد أهم المكتبات التي تقع في إمارة دُبي، وتتبع لهيئة الثقافة والفنون في دبي، حيث تم تأسيس هذه المكتبة في عام 1989، حيث تقوم بدورها على توفير مختلف أنماط المواد التعريفية ومصادر معلومات عديدة ومتنوعة ومجموعة من الخرائط والمراجع المتنوعة.

## نبذة عامة
تقع هور العنز لعامة في منطقة هور العنز، وتشمل الدراسات العامة وعلم النفس والعلوم الاجتماعية والعلوم البحتة والتطبيقية والأدب والتاريخ والكتب للشباب واللغة العربية والإنجليزية وبعض اللغات الأخرى في مواضيع مختلفة لزوارها، حيث أن الكتب في هذه المكتبة مرتبة بطريقة بسيطة تمكن للزوار من العثور عليها بسهولة وسرعة وعلى أي مواد مرجعية يحتاجوها، تتميز هذه المكتبة بعدد المرافق والخدمات التي تقدمها ، بما في ذلك مكتبة للأطفال، ومواقف مجانية للسيارات، واستئجار قاعات المناسبات وغيرها.

## الخدمات
تقوم مكتبة هور العنز العامة على تقديم العديد من الخدمات المهمة والمختلفة ومن أهمها:

### الخدمات الأساسية
تشمل الخدمات الأساسية الإعارة الخارجية والداخلية، الاستخلاص، خدمات المراجع، الخدمات الإرشادية وخدمات المعلومات.

### الخدمات الإلكترونية
تشمل الخدمات الإلكترونية خدمة البحث الآلي، تنظيم قاعدة بيانات المكتبة، خدمة الوسائط المتعددة، بناء قواعد المعلومات وخدمة الإنترنت اللاسلكي والسلكي.

### الخدمات المساندة
- توفير غرف دراسية وقاعات متعددة الأغراض، مرافق مخصصة لذوي الاحتياجات الخاصة، التصوير العادي والملون للكتب والوثائق، الطباعة العادية والملونة، إرسال رسائل الفاكس واستقبالها، توفير مختلف أنواع التغليف مثل التغليف الحلزوني والحراري والتصفيح، مسح ضوئي، توفير أقراص فيديو رقمية وأقراص مدمجة لحفظ الوثائق.

## أنشطة وفعاليات المكتبة
تقوم المكتبة بالعديد من النشاطات المهمة، ومن الأمثلة عليها:
- البرنامج الصيفي الافتراضي.
- ورش تدريبية مثل (برنامج الكتابة البحثية).
- حفلات توقيع الكتب.
- إطلاق العديد من المسابقات مثل( مسابقة القارئ البارع) و( مسابقة -إقرأ- في مترو دبي).
- استقبال الزيارات المدرسية ودعم مسابقة تحدي القراءة.
- المخيم الصيفي الإبداعي.

## أنظر أيضاََ
- مكتبة الطوار
- مكتبة الراشدية العامة
- هيئة دبي للثقافة والفنون
- مكتبة الصفا للفنون والتصميم
- مكتبة المنخول
- مكتبات دبي العامة

## وصلات خارجية
خرائط جوجل، الموقع الرسمي للمكتبة
ثقافة دبي، صفحة مكتبة هور العنز